# Zakraj, Bloke
Zakraj este o localitate din comuna Bloke, Slovenia, cu o populație de 5 locuitori.